# The Wörld Is Yours
The Wörld Is Yours —en español: El mundo es tuyo — es el vigésimo álbum de estudio de la banda de rock británica Motörhead, publicado el 14 de diciembre de 2010, producido por Cameron Webb y dedicado al recientemente fallecido Ronnie James Dio.
El 5 de diciembre de 2010 se lanzó el sencillo "Get Back in Line".

## Lista de canciones
1. "Born to Lose" – 4:01
2. "I Know How to Die" – 3:19
3. "Get Back in Line" – 3:35
4. "Devils in My Head" – 4:21
5. "Rock 'N' Roll Music" – 4:25
6. "Waiting for the Snake" – 3:41
7. "Brotherhood of Man" – 5:15
8. "Outlaw" – 3:30
9. "I Know What You Need" – 2:58
10. "Bye Bye Bitch Bye Bye" – 4:04

## Personal
- Ian "Lemmy" Kilmister - bajo, voz
- Phil Campbell - guitarra
- Mikkey Dee - batería